# Плохая мамочка
«Плохая мамочка» (англ. Bringing Up Bobby) — американская кинокомедия 2011 года, поставленная нидерландской актрисой Фамке Янссен. В главной роли — Милла Йовович.
Премьера состоялась осенью 2011 года в ряде стран. Кроме того, картина не раз демонстрировалась в рамках международных кинофестивалей[каких?]. Выход фильма на DVD состоялся в Нидерландах 24 января 2012 года.
В США фильм вышел в прокат 28 сентября 2012 года, получив по Системе рейтингов Американской киноассоциации рейтинг PG-13.

## Сюжет
Бывшая эмигрантка из Украины, а ныне очаровательная Олив слишком красива и умна, чтобы быть обычной американкой. Когда-то, благодаря врождённой изобретательности и находчивости, она успешно крутилась в преступном мире. Желая покончить с криминальным прошлым, ради своего сына Бобби любящая мать хочет переехать в спокойную Оклахому в надежде начать новую жизнь. Она записывает сына в школу, заставляет делать уроки. На помощь Олив приходит старый друг Уолт. Но прошлое не оставляет её и там, и за некогда совершённое деяние Олив вынуждена отправиться в тюрьму. Она по-настоящему любит сына и переживает за его жизнь.
К счастью, о Бобби вызывается позаботиться Мэри, когда-то потерявшая сына, и её муж Кент, которые желают создать для Бобби приёмную семью. На первый взгляд кажется, что дела не так плохи. Но, выйдя из заключения, Олив понимает, сколько времени потеряла, и сталкивается с серьёзными проблемами касательно будущего своего сына.

## В ролях
- Милла Йовович — Олив
- Спенсер Лист — Бобби
- Рори Кокрейн — Уолт
- Марсия Кросс — Мэри
- Билл Пуллман — Кент
- Джастин Холл — Джейми
- Рэй Прюитт — Чак

## Производство
Фамке Янссен придумала идею фильма, в соавторстве с Коулом Фрейтсом написала сценарий, выступила продюсером и режиссёром фильма, что стало для неё дебютом. Поскольку она сама родом из Нидерландов, на написание сценария её вдохновила история эмиграции и поиска лучшей жизни для себя и своего ребёнка.
Съёмки начались 19 июля 2010 года и проходили в Оклахоме в течение 22 дней.

## Оценки
Рейтинг фильма на сайте-агрегаторе Rotten Tomatoes составил 17 % на основе двенадцати рецензий кинокритиков, на сайте Metacritic — 34 на основе восьми рецензий.

## Саундтрек
Оригинальный саундтрек был написан популярным музыкантом Junkie XL (настоящее имя — Том Холкенборг).
Он включает в себя кавер-версию «Proud Mary» в исполнении Миллы Йовович на украинском языке. Песня играет в фоновом режиме в начале фильма.
Ряд композиций записан актрисой в дуэте с группой The Modern Mothers, на создание которых, в частности, вдохновили композиции Тины Тёрнер. Как призналась сама Милла Йовович, после записи она на два дня потеряла голос.
Американская альтернативная рок-группа The Flaming Lips записала версию песни «Amazing Grace» на украинском языке. Запись играет во время финальных титров. Вокалист Уэйн Койн не говорит на языке, но пел лирику фонетически. Саундтрек также содержит различные композиции направлений кантри, фолк и джаз, включая малоизвестных исполнителей, таких, как Майя Кристалинская — песня за кадром «Люблю Тебя» (муз. Б.Терентьев, сл. В.Винников и В.Крахт), Johnny Paycheck, Count Basie, Jack Teagarden, Cat Stevens, Jorma Kaukonen, Ray Hatcher, Roy Lanham & The Whippoorwills, and Joe Mahan.
Саундтрек к фильму отдельным альбомом выпущен не был.

## Мировой релиз
- Франция — 5 сентября 2011 года
- Канада — 16 сентября 2011 года в рамках Атлантического кинофестиваля
- Нидерланды — 28 сентября 2011 года
- Нидерланды — 24 января 2012 года — премьера на DVD
- США — апрель 2012 года — в рамках Международных кинофестивалей в Ньюпорт-Бич и Даллассе
- Финляндия — 12 сентября 2012 года — премьера на DVD
- США — 28 сентября 2012 года — ограниченный прокат
- Швеция — 31 октября 2011 года — премьера на DVD
- Германия — февраль 2013 года — премьера на DVD